# Chassékerk

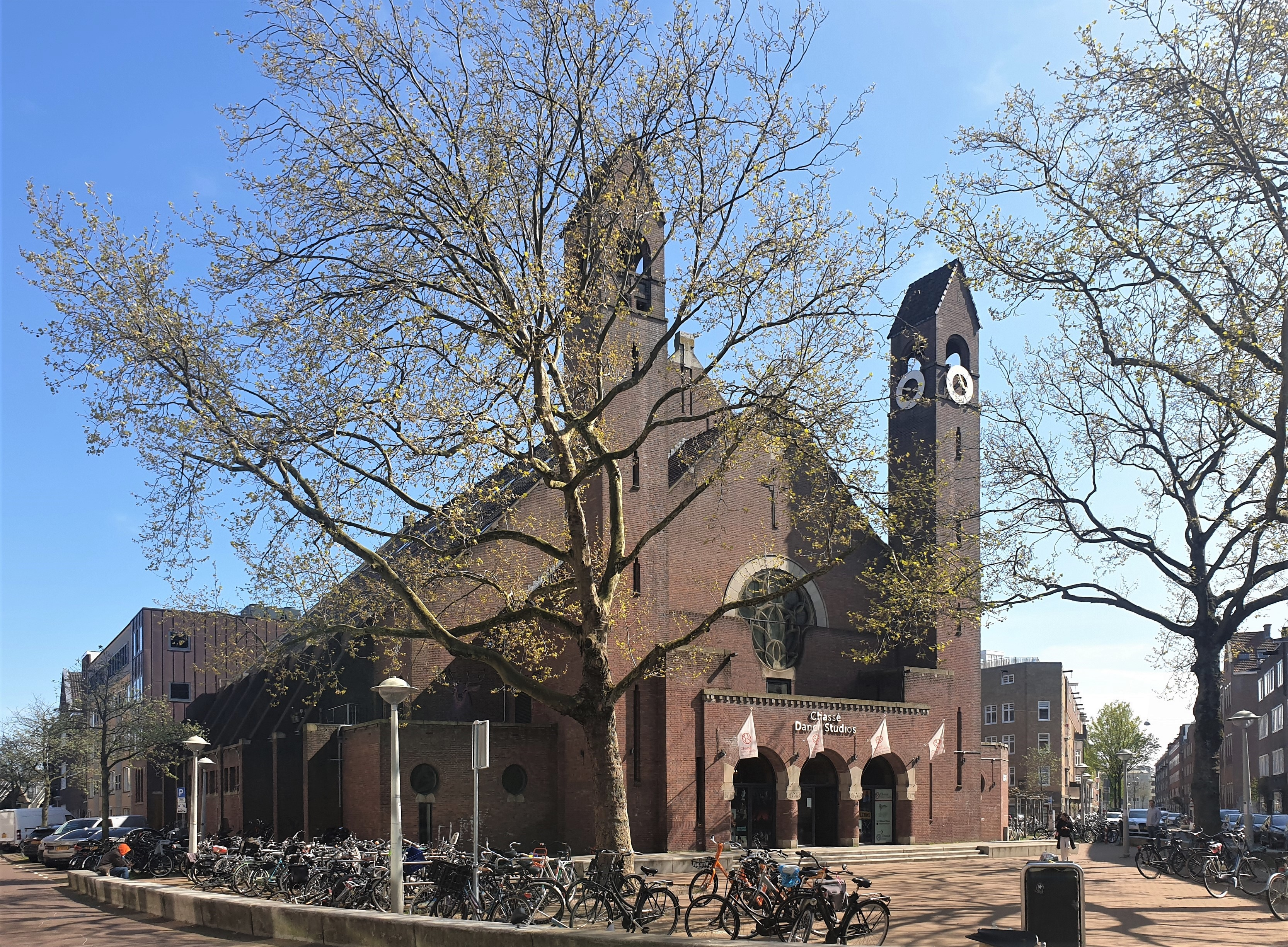
Die Chassékerk in Amsterdam

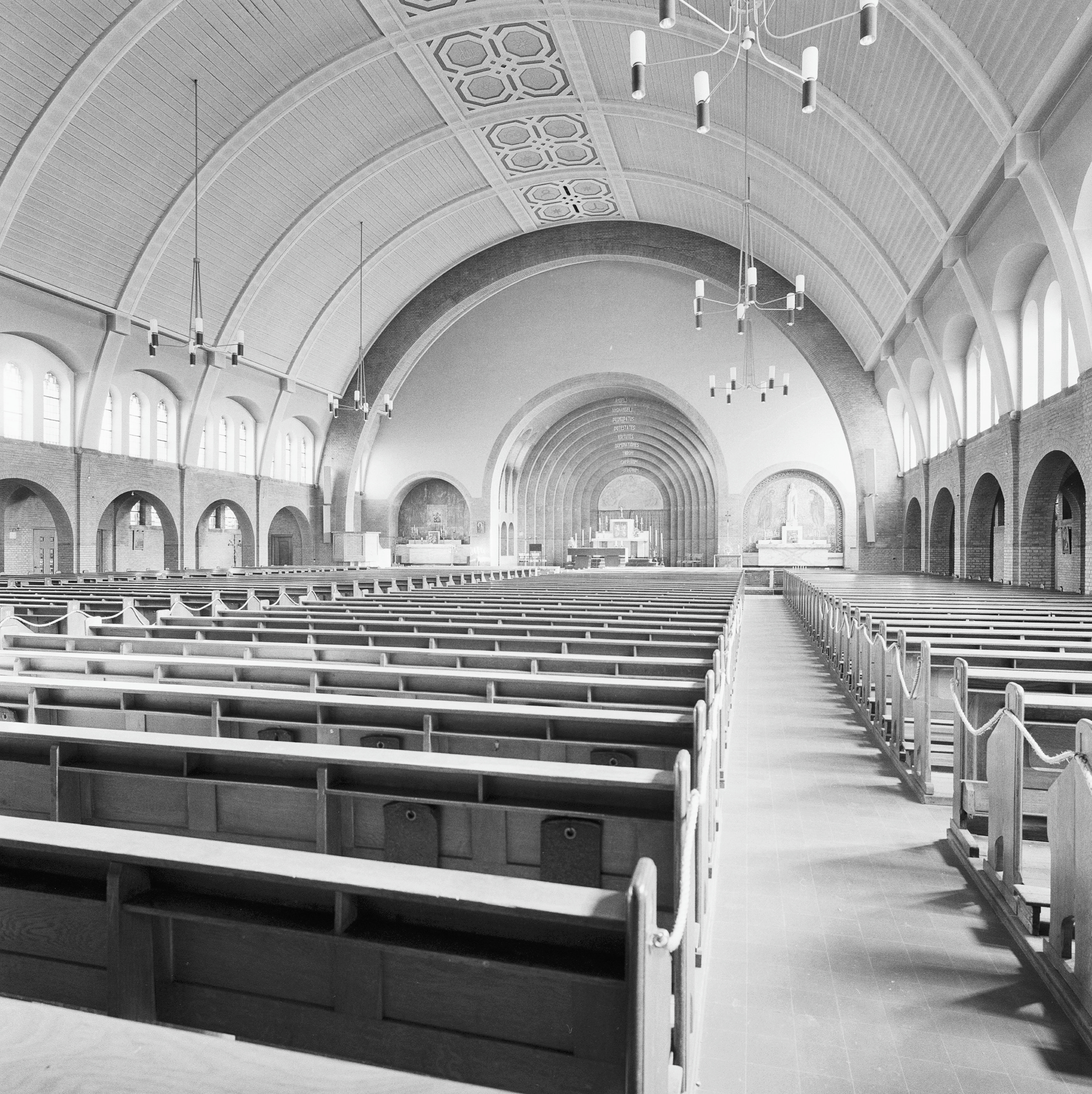
Inneres Richtung Chor 1996

Die Chassékerk (auch: Chassé Dance Studios) ist eine ehemalige römisch-katholische Kirche an der Chasséstraat im Stadtviertel De Baarsjes im Amsterdamer Stadtbezirk West. Das entkernte und umgebaute profanierte Kirchenschiff beherbergt heute ein Tanzstudio und in den Obergeschossen ein Hotel.

## Geschichte
Die Kirche trug ursprünglich das Patrozinium Onze-Lieve-Vrouw van Altijddurende Bijstand (deutsch: Unsere Liebe Frau von der immerwährenden Hilfe). Das Gotteshaus wurde nach einem Entwurf des Architekten Karel Petrus Tholens im Stil der Amsterdamer Schule errichtet und 1926 geweiht. Das Gebäude war das Zentrum einer römisch-katholischen Enklave im Amsterdamer Westen, einer sogenannten „römischen Insel“ (niederländisch: rooms eiland), zu der auch zwei benachbarte Schulen und ein Schwesternhaus gehörten, allesamt auch von Tholens entworfen. Später wurde noch  ein Gemeinschaftsgebäude hinzugefügt.
Die Chassé-Kirche war eine Basilika mit schmalen Seitenschiffen. Das ausladende Mittelschiff erweckte den Eindruck einer großen Saalkirche. Die weite Spannweite des Mittelschiffs wurde aus riesigen gebogenen Betonbögen erzeugt. Im Jahr 2004 wurde die Pfarrei an der Kirche mit den Pfarreien von St. Franz von Assisi und St. Augustinus fusioniert, jedoch erfolgte kurze Zeit später im Jahr 2007 die Schließung der Kirche. 2014 gingen alle Gemeindegebiete in der neuen katholischen Großpfarrei Amsterdam-West auf. Bei den Umbaumaßnahmen zu Tanzstudio und Hotel wurde der innere Raumeindruck durch den Einbau von Zwischendecken zerstört sowie der Chorraum für einen Neubau eines Flügels des Hotels abgerissen. Das große Rosenfenster in der Westfassade ist heute im Inneren teilweise in einem Treppenhaus sichtbar. Das ehemalige Pfarrhaus wurde zum Restaurant des Hotels umgebaut. Die 1950 von dem Orgelbauer B. Pels und Söhne erbaute Orgel wurde verkauft und 2010/11 in großen Teilen für den Neubau einer Orgel in der Franziskanerkirche von Vukovar in Kroatien genutzt.